# Haus der Kunst
L'Haus der Kunst (it. "Casa dell'Arte") è un museo di Monaco di Baviera.

## Storia
Il palazzo espositivo venne costruito tra il 1933 ed il 1937 in stile impero nazista-classicheggiante, su progetto di Paul Ludwig Troost per volontà di Adolf Hitler, che posó anche la prima pietra. L'edificio divenne uno degli esempi della nascente architettura nazionalsocialista, designata precedentemente dallo stesso Adolf Hitler in gioventù che durante gli anni di soggiorno a Linz, disegnò progetti innovativi di urbanistica ed architettura, che riguardavano le città austriache di Linz e di Vienna.
Il museo venne inaugurato nel 1937 con una mostra di arte di propaganda, Große Deutsche Kunstausstellung, dichiarata dai nazisti l'autentica arte tedesca. In contemporanea si organizzò in un palazzo non molto lontano, La mostra d'arte degenerata, in cui veniva ridicolizzata l'arte di avanguardia e i suoi cosiddetti capolavori, che doveva da lì in poi sparire dalla Germania del Terzo Reich.
Oggi l'edificio viene utilizzato per varie mostre di arte.